# Тридесет и първи конгрес на Македонската патриотична организация
Тридесет и първият конгрес на Македонските политически организации (МПО) се провежда през септември 1952 година в Торонто, Онтарио, Канада. Решено е да се промени организационното име на Македонска патриотична организация.